# Mezőszentgyörgy
Mezőszentgyörgy község Fejér vármegyében, az Enyingi járásban.

## Fekvése
Mezőszentgyörgy a Mezőföld szívében, a Balatontól légvonalban alig több mint 8 kilométerre fekvő település. Lepsény kelet-délkeleti szomszédja, közúton onnan érhető el a legegyszerűbben, a 7-es főútból kiágazó 63 105-ös számú mellékúton.

## Története
A település a nevét a juhászok védőszentjéről, Sárkányölő Szent Györgyről kapta, ez alapján feltehető, hogy az alapítói a XIII-XIV. század fordulóján itt letelepült pásztorok lehettek. Már 1249-ben említi hivatalos oklevél, mint a székesfehérvári káptalan birtokát; 1488-tól világi földesura volt, Erdődy Tamás személyében; majd 1554-ben királyi adományként Palásty György birtokába került. A XVI. század közepétől a palotai végvárhoz tartozott, Veszprém elestét követően pedig a lakossága szétszéledt; 1578-ban mint elhagyott települést említették. Csak a XVII. század közepére népesítették be újra.
A község lakossága akkoriban teljes egészében reformátusokból állt, akik támogatták a Rákóczi szabadságharcot. A császári csapatok bosszúból felégették a falut, a kőtemplom kivételével minden ház leégett, és megsemmisült a község levéltára is. Az egyházi anyakönyvek 1725-től maradtak fenn.
A XVIII. század jelentős változásokat hozott a község életében. Változtak a falu birtokosai, módosult a lakosság szociális összetétele és vallási megoszlása, felerősödtek a rekatolizációs törekvések. A népesség túlnyomó többsége még ekkor is református volt (1785-ben 80%), de a protestáns hitélet korlátozása, a térítések és a bevándorlások hatására megnövekedett a katolikus népesség aránya.
A református egyházi szolgálat és az iskolai oktatás ellátása ekkor szorosan kapcsolódott egymáshoz. Általános gyakorlat volt, hogy a prédikátorságra készülők (a pápai, sárospataki és debreceni kollégiumok teológus hallgatói) tanulmányaik befejezése előtt kitérőt tettek az oskolamesterség irányába. Mezőszentgyörgy – a helyi áldozatkészségnek köszönhetően és a Mezőföldi Református Egyházmegye határozata nyomán – már az 1820-as évek végén a környék pedagógusainak továbbképzési központjává vált. 1828-ban itt nyitották meg azt a Kerületi Könyvtárat (Tractuális Bibliotheica), amely “az oskolamesterek (…) tudományos előmenetelekben való érdekében” volt hivatott tevékenykedni.
A község lakossága az 1848-as forradalom és szabadságharc eseményeiben is aktívan közreműködött. A forradalmi események 1848 nyárutóján érintették Mezőszentgyörgyöt. Jellasics célja a magyar főváros bevétele volt, de Fehérvárra érve azt kellett tapasztalnia, hogy ereje Buda bevételéhez elégtelen. Segítségre szorult, ezért szeptember 26-án egyik hadnagyát, 17 főnyi csapatával a Balatonnál időző Philipovich tábornokhoz küldte, erősítést kérve. Ezt a csapatot átutazóban a lepsényi fogadónál id. Eötvös Lajos mezőszentgyörgyi földbirtokos meglátta és hazatérve, mint nemzetőr parancsnok intézkedett a továbbutazásuk megakadályozására. Parancsára Rózsa Sándor lelkész, Kovács János tanító és Gregovics Ferenc jegyző vezetésével a mezőszentgyörgyi közbirtokosokból (Matkovics Balázs, Fodor László, Pósa László), egy szerb kovácsból, telkes gazdákból (Kemény Péter, Szente Péter és Keresztes János) és másokból (Berta János, Újhelyi, Bende és Fazekas nevű személyekből) álló csapat vasvillákkal és fejszékkel fölfegyverkezve elállta a Handits hadnagy vezette egység útját, majd életre-halálra menő kézitusában megsemmisítették a segítségért indulókat. A helyiek közül többen megsebesültek, a jegyző – térdlövés következtében – egész életére béna maradt.
Az esemény a pákozd-sukorói csatát megelőző napokban történt. A kért segítség elmaradása, a délről segítségre siető Roth tábornokhoz intézett levél elfogása nemcsak az erőviszonyokon változtatott, hanem Jellasics vereségét is előidézte. A tájékoztatástól megfosztott Roth közel tízezer katonája ugyanis – felülve a nemzetőrök cselének – Ozora mellett, a Tóti erdőnél letette a fegyvert 1848. október 7-én. 1850-ben vizsgálatot indítottak a segélykérő csapat megsemmisítőinek kiderítésére, azonban ez eredménytelen maradt, mert a faluban egyetlen ember sem akadt, aki beárulta volna, hogy hová tüntették a bizonyítékokat. (Eötvös Károly: A nagy év)
A századfordulóra Eötvös Károly lett a falu legnagyobb birtokosa. A világhírű ügyvéd, író és függetlenségi politikus egykori lakóházában nyitotta meg kapuit az ország első népkönyvtára, és innen indította Illyés Gyula 1969-ben az “Olvasó Népért Mozgalmat”.
A község 1950-ig Veszprém vármegyéhez tartozott, majd 1970-1990 között közös településként működött. 1991. január 1-től önálló település.

## Közélete
A település civilszervezetei közé tartozik az Őszirózsa Nyugdíjasklub, valamint a Vörösmarty-díjas Mezőszentgyörgyi Amatőr Színjátszó Kör Egyesület (M.A.SZ.K.).

### Polgármesterei
- 1990–1994: Borsos György (független)[6]
- 1994–1998: Borsos György (független)[7]
- 1998–2002: Borsos György (független)[8]
- 2002–2006: Berta József (független)[9]
- 2006–2010: Berta József (független)[10]
- 2010–2014: Berta József (független)[11]
- 2014–2019: Berta József (független)[12]
- 2019–2024: Lánginé Csík Angéla (független)[13]
- 2024– : Ádám Zsolt (független)[1]

## Népesség
A település népességének változása:
| Lakosok száma | 1334 | 1332 | 1305 | 1291 | 1292 | 1266 | 1279 | 1271 | 1279 | 1233 |
|               | 2013 | 2014 | 2015 | 2016 | 2017 | 2018 | 2021 | 2022 | 2023 | 2024 |

A 2011-es népszámlálás során a lakosok 87,1%-a magyarnak, 2,1% cigánynak, 0,8% németnek, 0,2% románnak mondta magát (12,8% nem nyilatkozott; a kettős identitások miatt a végösszeg nagyobb lehet 100%-nál). A vallási megoszlás a következő volt: római katolikus 33,1%, református 19,7%, görögkatolikus 0,1%, felekezeten kívüli 15,7% (30,1% nem nyilatkozott).
2022-ben a lakosság 82,2%-a vallotta magát magyarnak, 2,8% cigánynak, 0,9% németnek, 0,4% ukránnak, 0,1% románnak, 0,1% ruszinnak, 0,7% egyéb, nem hazai nemzetiségűnek (17,4% nem nyilatkozott; a kettős identitások miatt a végösszeg nagyobb lehet 100%-nál). Vallásuk szerint 22,1% volt római katolikus, 14,3% református, 0,2% ortodox, 0,1% evangélikus, 0,8% egyéb keresztény, 1,3% egyéb katolikus, 20,9% felekezeten kívüli (40,2% nem válaszolt).

## Nevezetességei
- Református templom
- Katolikus templom
- Református gyülekezeti terem
- Eötvös Károly Általános Iskola
- Eötvös Károly Művelődési Ház
- Eötvös Károly Közösségi Könyvtár
- Eötvös Károly park
- Gesztenyés Óvoda
- Önkormányzat
- Futballpálya

## Híres emberek
- Itt született 1842. március 11-én ráczkevi Eötvös Károly író, újságíró, ügyvéd, országgyűlési képviselő, a Függetlenségi és Negyvennyolcas Párt elnöke.